# Ivan Doudine
Ivan Ossipovitch Doudine (Иван Осипович (Иосифович) Дудин) né le 19 janvier 1867 à Moscou et mort le 4 avril 1924 à  Moscou, est un peintre et enseignant russe, membre de l'école moscovite de peinture.

## Biographie
Doudine poursuit ses études de 1885 à 1889 à la faculté de physique et de mathématiques de l'Université impériale de Moscou. À partir de 1891, il est enseignant volontaire à l'École de peinture, de sculpture et d'architecture de Moscou.
En 1902, il reçoit le titre d'artiste classé. Il voyage beaucoup dans l'Empire russe et à l'étranger. Entre 1899 et 1904, il enseigne au cours des travailleurs de la rue Pretchistenka de Moscou avec Constantin Iouon. On compte parmi leurs élèves Alexandre Kouprine, Vladimir Favorski, Vera Moukhina, les frères Vesnine, Nikolaï Kolli, Alexeï Grichtchenko, Mikhaïl Reuter, Nikolaï Terpsikhorov, Iouri Bakhrouchine, etc..
Il participe à partir de 1894 aux expositions de la Société moscovite des amateurs d'art, de la Compagnie des expositions des Ambulants, du cercle artistique de Viatka, de la nouvelle société des artistes, etc. Il était membre de la Société des artistes de Saint-Pétersbourg.
Il est l'auteur de paysages, de portraits et de tableaux de genre. Il est enterré au cimetière Novodievitchi de Moscou.
Ses œuvres sont conservées à la Galerie Tretiakov, aux musées d'Irkoutsk, de Kirov ou de Krasnodar.

## Source de la traduction
- (ru) Cet article est partiellement ou en totalité issu de l’article de Wikipédia en russe intitulé « Дудин, Иван Осипович » (voir la liste des auteurs).